# Oratorio della Madonna del Pilar (Casatico)
L'oratorio della Madonna del Pilar è un edificio religioso situato nella frazione Casatico del comune di Marcaria, in provincia di Mantova. 

## Storia
L'oratorio campestre, dalla facciata classica con timpano sorretto da quattro lesene, dista dalla parrocchia dell'Annunciazione della Beata Vergine Maria 3 km. in località Gazzo e venne costruito a navata unica dai nobili Castiglioni di Casatico. Nell'oratorio era conservato un quadro raffigurante la Madonna portato da Saragozza, dono di Baldassarre Castiglione alla madre Luigia Gonzaga e trafugato in anni recenti. Di particolare interesse il campanile a base triangolare.
L'edificio è in attesa di restauro.